# Éturqueraye
Éturqueraye ist eine französische Gemeinde mit 303 Einwohnern (Stand: 1. Januar 2022) im Département Eure in der Region Normandie (vor 2016 Haute-Normandie). Sie gehört zum Arrondissement Bernay und zum Kanton Bourg-Achard. Die Einwohner werden Sturcretins genannt.

## Geographie
Éturqueraye liegt etwa 40 Kilometer westsüdwestlich von Rouen in der Landschaft Roumois. Umgeben wird Éturqueraye von den Nachbargemeinden La Haye-Aubrée im Norden, Routot im Nordosten, Rougemontier im Osten und Südosten, Brestot im Süden sowie Étréville im Westen.

## Bevölkerungsentwicklung
| Jahr                       | 1962 | 1968 | 1975 | 1982 | 1990 | 1999 | 2006 | 2013 | 2020 |
| Einwohner                  | 225  | 203  | 200  | 237  | 237  | 245  | 267  | 279  | 304  |
| Quellen: Cassini und INSEE |      |      |      |      |      |      |      |      |      |

## Sehenswürdigkeiten
- Kirche Saint-Martin aus dem 12./13. Jahrhundert, spätere Umbauten
- Pfarrhaus aus dem 18. Jahrhundert
- Schloss aus dem 17./18. Jahrhundert in Amfreville

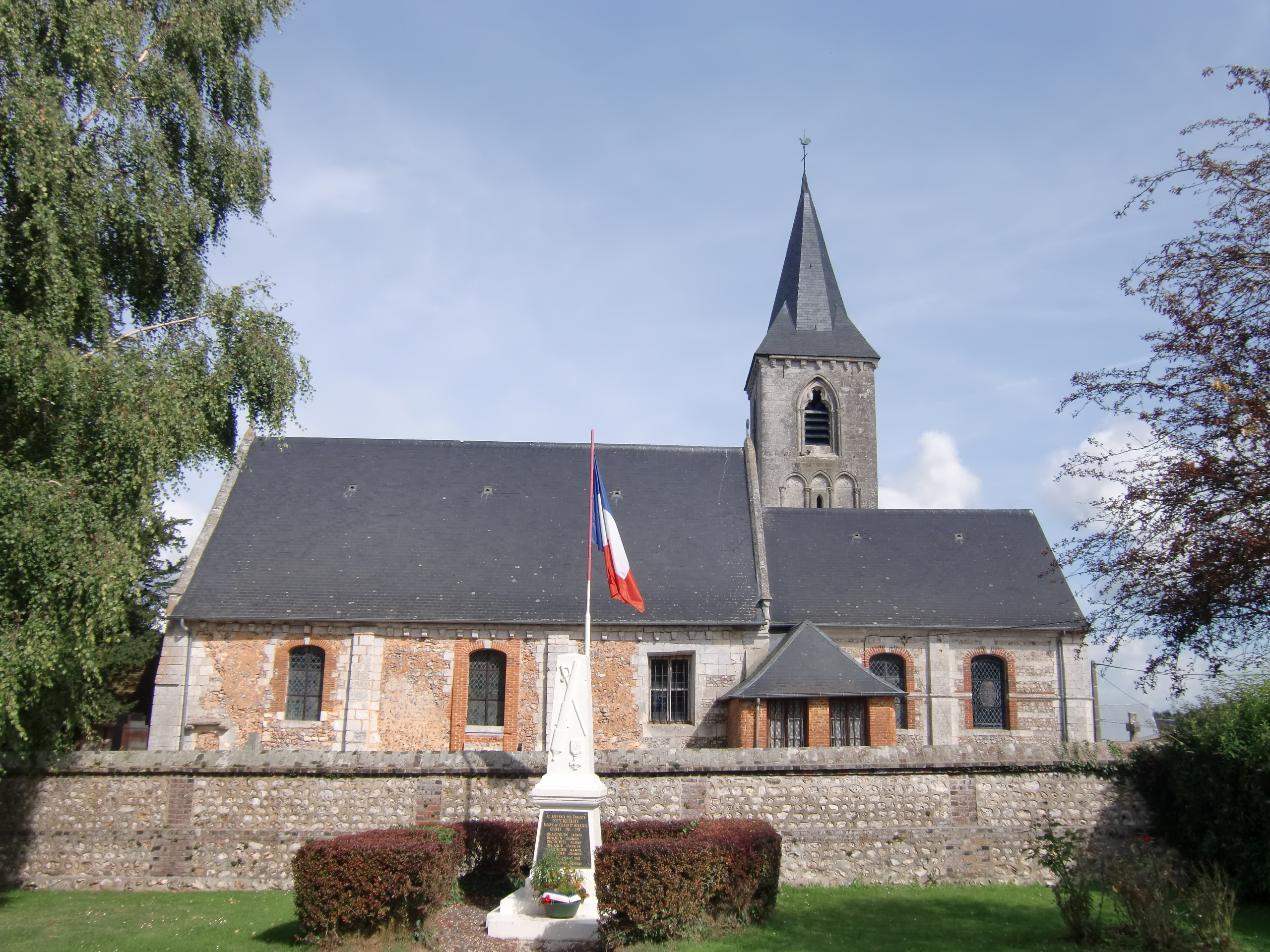
Kirche Saint-Martin

- Herrenhaus Le Val